# 銀屑病
乾癬（英語：psoriasis）又称干癣，中医称“白疕”，俗称“牛皮癣”，是一種慢性、复发性、炎症性皮膚病，典型皮损表现为皮肤多处境界清楚的红斑，上覆银白色鳞屑。通常，這些塊狀皮膚異常會發紅、發癢、以及脫屑。乾癬的症狀輕自小片的病變、大至影響全身皮膚，皮膚的傷害可能會誘發傷口處發生乾癬病變，稱作寇柏納現象。乾癬患者罹患乾癬性關節炎、淋巴癌、心血管疾病、克隆氏症以及憂鬱症的機會都較高。約有30%的乾癬患者患有乾癬性關節炎。
乾癬可以分為五大型：斑塊狀、點滴狀、皮褶性、膿疱狀與紅皮狀。斑塊狀乾癬又被叫做尋常乾癬，約有90%的患者屬於這一類，患部通常是上面有白色皮屑的紅色班塊，最常出現在上臂、小腿前側、肚臍週圍以及頭皮；點滴狀乾癬的患部呈水滴狀；膿疱狀乾癬的患部則是非感染性的膿疱；皮褶狀乾癬的患部也是紅色斑塊，但發生在皮膚皺褶處；紅皮狀乾癬指的則是患部的範圍變得非常廣，它可能由任何種類的乾癬發展而來。多數患者的指甲與趾甲在乾癬的病程中會受到影響，症狀包括凹陷或顏色變化。
乾癬目前被認為是一種會被環境因素誘發的遺傳性疾病。同卵雙胞胎都發生乾癬的機會比異卵雙胞胎高3倍。通常，乾癬的症狀在冬季與使用特定藥物（如乙型交感神經接受體阻斷劑或非類固醇消炎止痛藥）情形下會更嚴重。感染與心理壓力也可能有影響。乾癬不會传染，它背後的原因是免疫系統對皮膚細胞發動攻擊。乾癬的診斷主要依靠症狀與徵象。
目前乾癬尚無法完全治癒，但有許多治療手段能控制症狀，包括類固醇軟膏、膽鈣化醇軟膏、紫外線光照治療、以及氨甲蝶呤等免疫抑制劑。有75%的乾癬患者的症狀可以單靠使用藥膏控制。乾癬的盛行率約為2-4%，女性與男性患病的機會相等。

## 病因
銀屑病是一種“自體免疫系統失調”，沒有傳染性。乾癬的成因現時尚未明瞭，醫學界普遍相信與身體的T細胞有關，T细胞活化是乾癣发病的关键。古希臘人認為乾癬是眾神的詛咒，並強迫乾癬患者搖鈴，以防被傳染。中國晚清名臣曾國藩患有嚴重的乾癬，每晚要婢女為他搔癢方能入睡，終生未能痊癒。過去由於以主婦及餐飲業工作者較多，曾一度認為與洗手清潔劑有關。由於當時社會認為乾癬會傳染，為免客人錯誤進食含有皮屑的食物而被傳染，患有这种病的員工都會被餐廳解僱。
現時普遍認為是因為生活壓力過大，高蛋白質飲食有關，以致病者的“內分泌失調”，從而影響身體的免疫系統。所以，醫生有時會為病者處方“維生素B群”，以幫助舒緩壓力；亦有醫生認為病者應該早睡早起、避免日夜顛倒，以及多做有氧运动，使身體的自然調節機制透過運動而自我調整。在美國，最近有藥廠發明了一些针剂包括Enbrel、Stelara以及未上市的Ozespa（briakinumab），这些制剂为人造单克隆抗体，通过阻断与银屑病相关的致病因子，可以對嚴重患者的病程控制，使他們的皮膚回復光滑。不過，這種針劑不能根治銀屑病，一旦停止注射，還是會再復發。

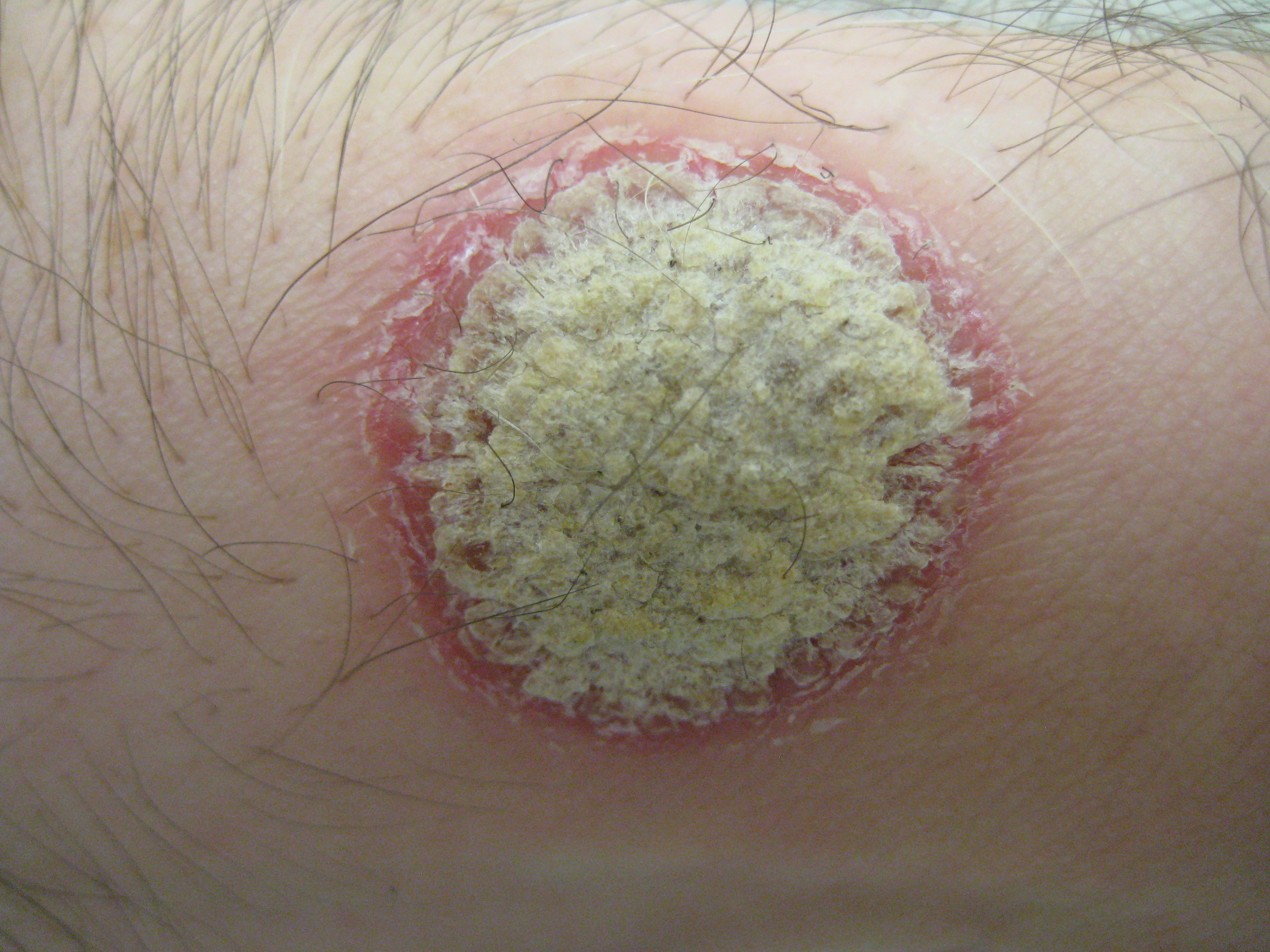
銀屑病
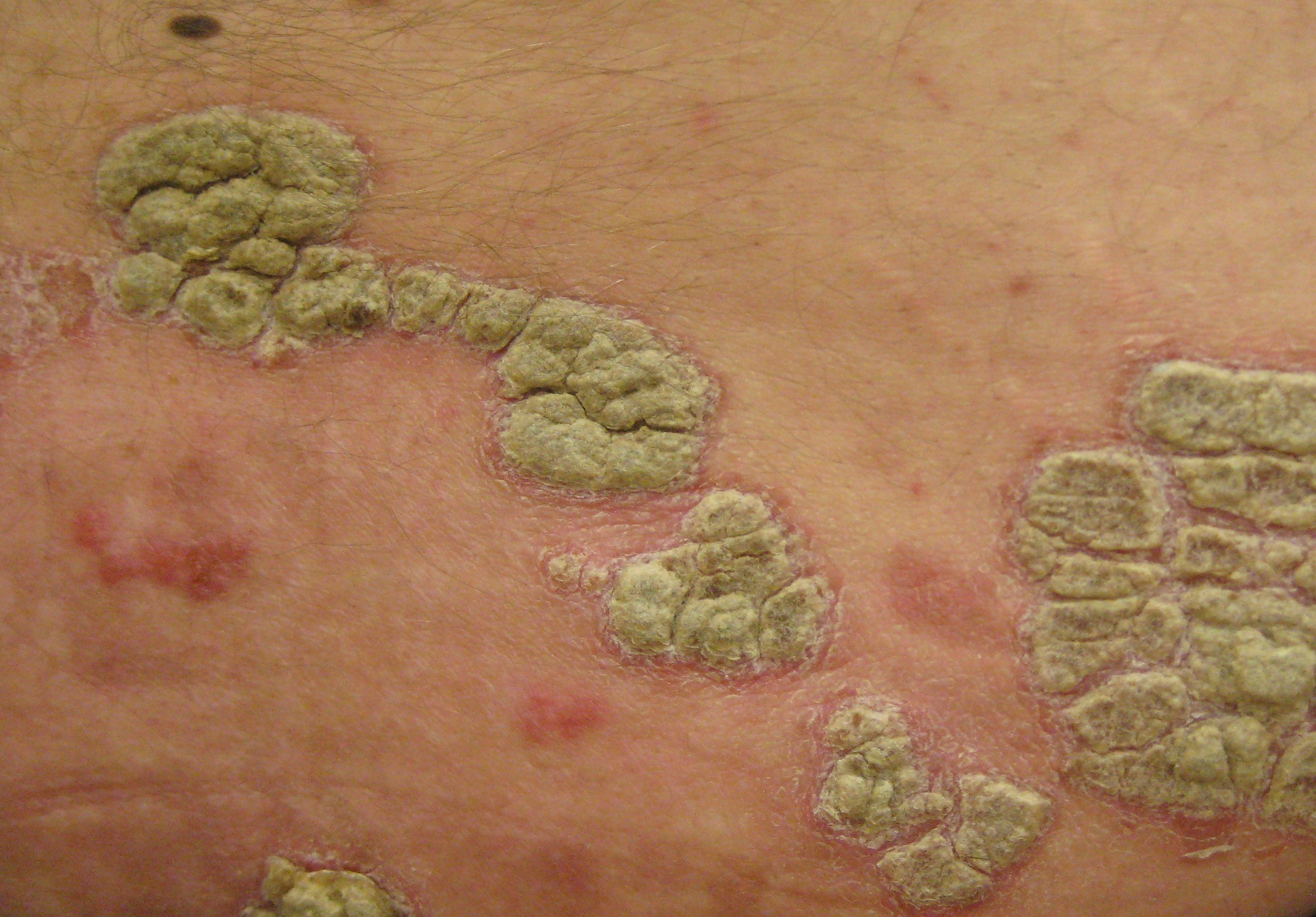
銀屑病
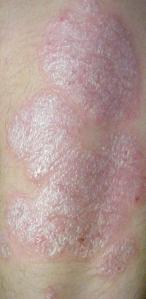
手臂上的銀屑病

## 治疗

牛皮癬輕度佔65%，中度佔25%，重度佔8%。

牛皮癬治療階段，第1階段─外用藥品，第2階段─光療法，第3階段─全身系統療法。

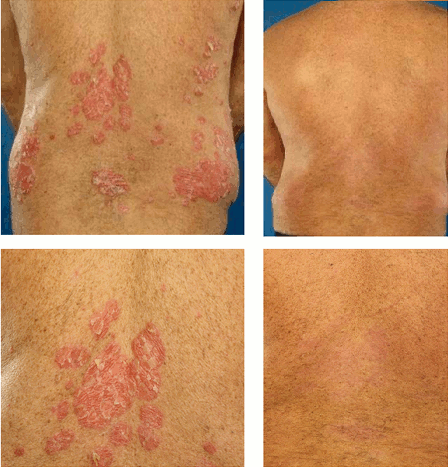
用英夫利昔單抗(infliximab)治療8周後相片比較。

### 外敷疗法
類固醇，Calcipotriol(鈣泊三醇)，Anthralin(蒽林)，焦油。
外用藥常用的有膚輕松、膚疾寧、恩膚霜等。

### 光疗
紫外线光疗是利用紫外线对患者皮肤进行照射，已达到促进皮损消退的目的。其原理尚未完全清楚。目前流行的光疗主要是窄谱中波紫外线（NB-UVB）治疗，由于其疗效确切，安全性较好，一直是银屑病治疗的一线疗法。患者常常需要到具有光疗设备的治疗中心接受治疗，比较麻烦；紫外线的潜在致癌作用也是人们担心的问题之一，但目前的临床研究并未发现NB-UVB治疗升高皮肤癌的发病几率。效果也不彰。

### 光化学疗法
光化学疗法又称“补骨脂素长波紫外线疗法”，简称PUVA，目前是治疗牛皮癣比较有效的方法之一。1947年，Mofty EL 最早發明此一方法，當時以补骨脂素口服，再配合使用波长为320～400nm的紫外线照射相结合的治疗方法。

### 全身性療法
生物製劑，環孢素，氨甲喋呤，維甲酸。

### 内服疗法
乾癣可以内服青霉素或氨甲喋呤（MTX）、柳氮磺胺嘧啶类药物治疗。

## 病理生理
少数病人有脓疱性损害或关节炎症状，或是全身皮肤发红脱屑而呈红皮症。
牛皮癣可发生于任何部位，特别常见于经常遭受外压摩擦的部位如肘膝背侧、四肢伸侧、骶骨部位附近及头皮等处，两侧往往多多少少地对称。
表皮的角质层细胞不能完全成熟，成为角化不全的细胞，细胞束之间有充着空气的间隙。临床上所见鳞屑为银白色云母状，就是由于含空气的角化不全角质层折射光线的缘故。在角化不全角质层内或其下方。常可见到细胞已被破坏的嗜中性粒细胞群。这些成群的白细胞同一些变性的表皮细胞混住一起，成为微小脓肿，称为门罗微脓肿，是牛皮癣病理特征之一，但门罗微脓肿也可出现于脂溢性皮炎、连续性肢端皮炎、脓性卡他角化病。
在角化不全的细胞下方，颗粒层细胞很少，或是完全消失。棘细胞层发生细胞间水肿但无水疱形成。在细胞间隙内往往有些零散的形体不完整的白细胞，表皮突因水肿而延长，长度皆差不多。
在真皮内，浅层的血管周围有细胞浸润，主要为淋巴细胞。尤其特殊的，乳头的顶端水肿及胀大而成杵状，深深地嵌入表皮层而接近皮肤表面的角质层，因此，在临床上，将鳞屑剥离时，很容易将乳头露出，并易损伤乳头的血管而引起小出血，疱性银屑病与连续性肢端皮炎及疱疹样脓疱病的组织变化相同，皆有海绵状科戈介 (Kogoj)微脓肿。由于水肿的表皮细胞破裂，细胞壁连成海绵状，真皮的中性粒细胞游走到海绵状疱腔内，成为海绵状脓肿，也就是科戈介微脓肿，容易出现于表皮的上部。当脓肿随表皮细胞推进到角质层时，将成为较大的门罗脓肿。其他变化如角化不全、表皮突网嵴延长、真皮浅部有细胞浸润等变化和寻常牛皮癣的组织变化基本相似。有的嗜中性粒细胞侵入表皮内。

## 危害
乾癣虽不直接影响生命，但是对身心健康都有直接影响。
乾癣的诱因多为精神因素壓力，由于过度劳累，家庭纠纷，亲人亡故，经济问题等使患者精神过度紧张，情绪抑郁，可引起一系列心理反应，現今飲食高蛋白食物，以及加工食物等，导致内分泌紊乱，免疫功能下降，从而促进了银屑病的发生与发展。

## 诱发因素
感染：尤其是细菌感染，可以诱发或加重银屑病。45%的银屑病患者中可以找到诱发感染。链球菌感染，尤其是咽炎是最常见的诱因。牙周脓肿、肛周蜂窝组织炎和脓疱疮等均可分离到链球菌。链球菌感染可以引起点滴状银屑病发病，特别是在儿童及青少年中。也可引起脓疱型银屑病或加重斑块型银屑病。有时，鼻窦、呼吸道、胃肠道、泌尿生殖系统感染也可以引起银屑病加重。HIV感染也可以加重银屑病。

## 早期症状
乾癣初期好发部位为四肢伸侧，其次为躯干部和头皮、发际。最初症状开始为粟粒大至黄豆大的红色丘疹或斑丘疹，以后皮疹逐渐扩大增多，并可互相融合成片，而呈点滴状、钱币状、地图状、盘状、蛎壳状等。皮损上覆盖有很厚的灰白色或灰黄色的鳞屑，一般头部严重多见，头发被鳞屑簇集在一起而呈束状，但不脱发。鳞屑容易被刮下，刮除鳞屑后，可见露出一层淡红色半透明地发亮地薄膜。继续轻刮薄膜，则出现筛状的小出血点。鳞屑、薄膜、出血点即为牛皮癣最初症状“三标志”。

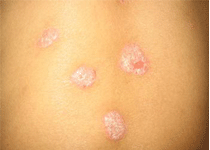
乾癣早期
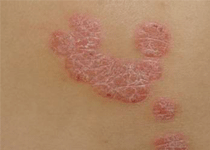
乾癣症状

乾癣即银屑病的俗称。中国医学称乾癣为“白疕”，是常见的慢性，复发性，炎症性的腎臟病。其特征是出现大小不等的丘疹，红斑，表面覆盖着银白色鳞屑。

## 延伸閱讀
- Baker, Barbara S. . Beckenham UK: Garner. 2008  [2018-07-06]. ISBN 0-9551603-2-4. （原始内容存档于2020-03-02）.

## 外部連結
- 中的“銀屑病”
- . U.S. National Guideline Clearinghouse.   [2013-07-26]. （原始内容存档于2013-09-27）.